# Marc Aureli Car
Marc Aureli Car (llatí: Marcus Aurelius Carus) fou un emperador romà del 282 al 283. El seu regnat va ser breu sembla que a causa d'una malaltia, però va aportar una relativa estabilitat per la pau duradora amb Pèrsia que va seguir i perquè fou l'iniciador d'una dinastia imperial amb la successió dels seus fills.

## Orígens
Car va néixer vers l'any 224; Víctor diu que va néixer a Narbona i ho confirmen Sidoni Apol·linar i Joan Zonaràs, però Flavi Vopisc diu que té referències d'altres llocs com a Milà o Il·líria d'ancestres cartaginesos, o a Roma d'ancestres il·liris.
Ingressà a l'exèrcit i fou nomenat prefecte del pretori per Probe. Quan l'emperador fou assassinat pels seus soldats a Sírmium el 282, Car fou proclamat successor pels soldats i el senat romà el va confirmar.

## Ascensió al tron
Sobre la forma com va pujar al tron els historiadors antics no es posen d'acord: estan els que diuen que van ser les tropes que el van proclamar emperador en saber de la mort de Probe i els que diuen que va haver una rebel·lió que el va proclamar quan Probe encara era viu però poc abans de la seva mort. Seguint la segona versió, Probe es trobava el 282 al Nòric quan els soldats es van amotinar, exigint el nomenament de Car. Segons una tradició grega, Car fou proclamat august contra la pròpia voluntat, i va cercar consell en Probe abans que les tropes passessin a la via de facto; segons la tradició llatina, Car no va contactar amb Probe, sinó que fou responsable de la revolta. Probe va enviar algunes tropes contra els rebels, els quals es van passar al bàndol del seu adversari; entre setembre i desembre d'aquell any Probe fou assassinat i Car es va quedar sense rival. Si bé no va marxar cap a Roma per ratificar l'elecció, la confirmació es va fer a través de carta.

## Regnat
Va lluitar contra els sàrmates que havien envaït Il·líria i arribaren a Tràcia i fins i tot Itàlia. Va nomenar cèsar el seu fill gran, Carí, a qui va confiar totes les províncies occidentals de l'imperi i amb el segon fill Numerià, va iniciar una expedició contra els perses que ja havia estat planificada per Probe.
La campanya a Pèrsia fou victoriosa lluitant contra els quades i els sàrmates, motiu pel qual van adoptar el títol de Germanicus Maximus.
El rei persa Bahram II estava enfeinat amb la rebel·lió del seu germà Hormisdes i Car ho va aprofitar per ocupar Mesopotàmia. Els romans van entrar a Ctesifont i Selèucia del Tigris, que es van rendir; llavors va adoptar el títol Persicus Maximus. Però Car va morir suposadament d'una infecció després de travessar el Tigris, a l'estiu del 283 després de regnar al tomb d'un any. Hi va haver sospites d'haver estat enverinat, ja que el relat de la seva mort pel seu secretari Juni Calpurni és extremament confús i misteriós. Segons la versió, poc acceptada, de Joan Malales, Car va ser ferit en un enfrontament armat contra els huns després d'haver acabat a Pèrsia. Fins i tot va haver una versió sobre la seva mort que deia que la causa va ser un llamp.